# Пастеровская станция
Пастеровская станция, пункт — специализированное медицинское санитарно-профилактическое учреждение, осуществляющее борьбу с бешенством. Названы в честь французского учёного Луи Пастера — основоположника современной микробиологии, который разработал и внедрил метод предупреждения заболевания бешенством при помощи антирабической вакцины (пастеровский метод). Пастеровские станции называют также «антирабическими».

## История
Пастеровские станции возникли после открытия Луи Пастером в 1885 году метода предупреждения заболевания бешенством при помощи антирабической вакцины, которая готовилась им и его сотрудниками из мозга животных, заражённых ослабленным фиксированным вирусом. В дальнейшем фиксированный вирус продолжали перевивать (пассирование) по всему миру по методу Пастера — вводя заразный материал в мозг или под твёрдую мозговую оболочку кролика. В некоторых лабораториях его перевивали на других животных: собаках, морских свинках, телятах и др.
Пастер некоторое время не давал разрешения на устройство прививочных станций вне Парижа, так как предполагал, что в связи с длительным инкубационным периодом болезни и имеющейся у него неточной статистикой распространённости болезни, одного централизованного учреждения хватит для вакцинации больных во всей Европе и даже в мире. Так, в ответ на запросы из России об открытии пастеровских станций и обучении медиков по его методу он писал, что «для лечения водобоязни больные в виду длительности инкубационного периода могут из любой местности России поспеть в Париж ещё во-время». Действительно, в парижскую лабораторию Пастера, расположенную в помещении Эколь Нормаль, стало приезжать множество поражённых болезнью из всей Европы, в том числе и из Российской империи. Так, к нему приезжали из России крестьяне из Смоленской, Орловской, Пензенской, Владимирской, Тверской и Костромской губерний. Курирование этого вопроса происходило даже на высочайшем уровне. На письме К. П. Победоносцева, который ходатайствовал о выделении средств на поездки во Францию, сохранилась резолюция императора Александра III: «Получите от Танеева 700 рублей. Очень желательно хотя самых опасных послать в Париж к Пастеру, который очень интересуется, именно, укушениями бешеного волка, так как ещё не имел у себя подобного больного». 
По подсчётам самого Пастера, за период с июля 1885 года по июль 1886 года на парижской станции побывало около 130 российских пациентов, из них 48 были покусаны бешеными волками, некоторые, несмотря на прививки, умерли.
Распространённость болезни и количество заражённых по всему миру и стало одной из причин решения Пастера для открытия прививочных антирабических станций, пунктов и институтов в других странах. В июне 1887 года в Париже был основан институт Пастера, который был открыт 14 ноября 1888 года. В западной Европе первая пастеровская станция за пределами Франции была открыта в австрийской Вене в июле 1887 года. В сентябре 1887 года пастеровские станции открылись в Италии (в Турине и Неаполе) и затем в других городах и странах (Болонья, Палермо, Рим, Константинополь, Бухарест, Барселона, Мальта, Рио-де-Жанейро, Гавана, Буэнос-Айрес, Чикаго и др.). В июле 1887 года Пастер в своём выступлении в Парижской медицинской академии сообщил, что к тому времени в разных странах Европы и Америки уже насчитывалось 18 пастеровских станций. А к 1889 году уже было создано 25 пастеровских станций и институтов.
Первой по времени открытия в России и второй в мире (после парижской) была Одесская пастеровская станция, инициаторами создания которой были И. И. Мечников и Н. Ф. Гамалея, который был предварительно командирован в Париж для ознакомления с методом прививок. В Санкт-Петербурге идея создания и организация специального учреждения для прививок против бешенства принадлежит принцу А. П. Ольденбургскому, который занимал в это время должность командира гвардейского корпуса. Он отдаёт распоряжение в ветеринарном лазарете лейб-гвардейского Конного полка выделить помещения для станции «предупредительного лечения водобоязни по способу Л. Пастера». Лаборатория была подготовлена к работе в середине февраля 1886 года, а открытие Петербургской пастеровской станции состоялось 13 июля 1886 года. Газета «Еженедельное обозрение» отмечала: «когда за границей собираются и устраивают специальное учреждение для применения этого метода, подобное учреждение уже существует в Петербурге». Петербургская станция имела тесные связи с Пастером. Так, в своей речи городской голова Санкт-Петербурга В. И. Лихачёв фактически говорит о ней как о филиальном отделении парижского института Пастера, сотрудники которого все усовершенствования немедленно сообщают петербургским коллегам. Всего при непосредственной помощи Пастера и его сотрудников в Российской империи было открыто 7 антирабических станций (Одесса, Самара, Санкт-Петербург, Москва — две, Варшава, Харьков). Первоначально основной функцией станций являлось изготовление антирабической вакцины и проведение прививок укушенным бешеными или подозрительными по бешенству животными.
Многие пастеровские станции расширяли свою специализацию и объём работы, преобразовывались и развёртывались в бактериологические институты, а из Петербургской пастеровской станции в 1890 году вырос Институт экспериментальной медицины. В литературе отмечается, что под влиянием личности Пастера принц Ольденбургский расширил замысел и функции учреждения, инициировав создание ИИЭМ, в котором начался процесс институциализации ряда биологических и медицинских дисциплин и таким образом в дальнейшем этот процесс привёл к созданию Академии медицинских наук СССР (в настоящее время Российской Академии медицинских наук).
Одним из инициаторов организации Московской пастеровской станции являлся Н. В. Склифосовский. Московская станция поддерживала связь с Пастером, который оказывал помощь в её работе. В настоящее время в созданном на её базе Московском научно-исследовательском институте вакцин и сывороток им. Мечникова сохраняется портрет Пастера с личным его автографом, присланный в 1886 году к открытию станции. Московская станция обслуживала 25 российских губерний. С 1886 по 1956 гг. на Московской пастеровской станции, а затем в Московском институте вакцин и сывороток им. И. И. Мечникова, в состав которого вошла эта станция, полученный от Пастера фиксированный вирус прошёл 3420 пассажей. К 1916 году в России уже имелось 30 пастеровских станций, на которых за этот год было привито почти 46 000 человек. Московская пастеровская станция превращается в ведущий производственный, научный и организационно-методический центр по борьбе с бешенством в СССР. На базе пастеровских станций в ряде городов были организованы институты вакцин и сывороток, микробиологии и эпидемиологии. В задачи пастеровских станций (пунктов), которые продолжают свою деятельность при больницах, входят следующие функции:
- производство прививок против бешенства;

- консультация по вопросам профилактики бешенства;

- научная разработка вопросов, которые связаны с бешенством;

- ведение санитарно-просветительской работы по вопросам борьбы с бешенством.

## В культуре
- В рассказе А. П. Чехова «В Париж!» (1886) секретарь земской управы Грязнов и учитель уездного училища Лампадкин были укушены собаками. Для излечения от возможного бешенства им были собраны в уезде деньги для оплаты расходов на поездку в Париж для лечения по методу Пастера. Однако дальше Курска они не доехали, так как прокутили все деньги.
- В повести Г. Н. Троепольского «Белый Бим Чёрное ухо» (1971) сеттер по кличке Белый Бим, защищаясь, укусил мужчину, который позже обратился в ветеринарный пункт с заявлением, что его укусила собака, видимо, бешеная. В связи с этим была вызвана дежурная — врач пастеровского пункта, которая под угрозой вызова милиции заставила пострадавшего проходить шестимесячный курс профилактики против бешенства.
- В рассказе Ю. Я. Яковлева «У человека должна быть собака» (1977) главный герой — мальчик Женя — после укуса собаки посещает пастеровский пункт, где ему делают уколы от бешенства.